# Mietlica (wieś)
Mietlica – wieś w Polsce, położona w województwie kujawsko-pomorskim, w powiecie inowrocławskim, w gminie Kruszwica, nad jeziorem Gopło.

## Podział administracyjny
W latach 1975–1998 miejscowość administracyjnie należała do województwa bydgoskiego.

## Demografia
Według Narodowego Spisu Powszechnego (III 2011 r.) wieś liczyła 39 mieszkańców. Jest 49. co do wielkości miejscowością gminy Kruszwica.

## Zabytki
- Pozostałości słowiańskiego grodziska z połowy IX wieku, które przypuszczalnie było ważnym ośrodkiem plemiennym Goplan[4][5]. Gród w Mietlicy przypuszczalnie istniał wcześniej niż ośrodek w Kruszwicy, który nabrał znaczenia dopiero w późniejszym okresie. Gród przestał funkcjonować w XI wieku[4] i wtedy też Mietlica utraciła swoje znaczenie na rzecz Kruszwicy. Grodzisko było badane w latach 1977-1978[4]. Do grodu od północy przylegała osada, która też mogła być ufortyfikowana[4]. Grodzisko jest wpisane do rejestru zabytków pod numerem 87/1968.
- Park dworski z XIX wieku
- Założenie przestrzenne dworu Trzcińskich zbudowanego na majdanie średniowiecznego grodziska. W pobliżu dworu wybudowano zabudowania gospodarcze. Po 1945 roku dwór służył jako siedziba firmy rybackiej, a następnie jako mieszkania. W końcu lat 70. XX wieku dwór został rozebrany[6].